# Клеодай
Клеодай (Клеодей; др.-греч. Κλεόδαιος) — мифический царь Дориды из рода Гераклидов. Сын Гилла и Иолы, внук Геракла. «Дети Клеодея» упомянуты у Гесиода. У Клеодая был сын Аристомах и дочь Ланасса, которая стала женой Неоптолема.
В Спарте находилось его святилище.